# Nikołaj Morozow (polityk)
Nikołaj Jefimowicz Morozow (ros. Никола́й Ефи́мович Моро́зов, ur. 3 grudnia 1929 w Semipałatyńskuu zm. 5 marca 2012 w Moskwie) – radziecki polityk, członek KC KPZR (1981–1986), Bohater Pracy Socjalistycznej (1966).
Po ukończeniu technikum drogowego i rolniczego był majstrem w fabryce, później w sowchozie, odbył służbę w Armii Radzieckiej. Od 1953 w KPZR, od 1953 I sekretarz rejonowego komitetu Komsomołu, później zastępca kierownika wydziału Komitetu Obwodowego KPK w Semipałatyńsku. W 1962 ukończył Wyższą Szkołę Partyjną w Ałma-Acie i został I sekretarzem rejonowego komitetu KPK w obwodzie semipałatyńskim, w latach 1966–1970 sekretarz Komitetu Obwodowego KPK w Semipałatyńsku. Od kwietnia 1970 do kwietnia 1978 I sekretarz Komitetu Obwodowego KPK w Semipałatyńsku, od 4 kwietnia 1978 do 1 września 1986 I sekretarz Komitetu Obwodowego KPK w Celinogradzie (obecnie Astana), 1976–1981 członek Centralnej Komisji Rewizyjnej KPZR, 1981–1986 członek KC KPZR. W latach 1970–1989 deputowany do Rady Najwyższej ZSRR od 8 do 11 kadencji.

## Odznaczenia
- Medal Sierp i Młot Bohatera Pracy Socjalistycznej (22 marca 1966)
- Order Lenina (dwukrotnie)
- Order Rewolucji Październikowej
- Order Czerwonego Sztandaru Pracy
- Order „Znak Honoru”

I medale.